# Chajil

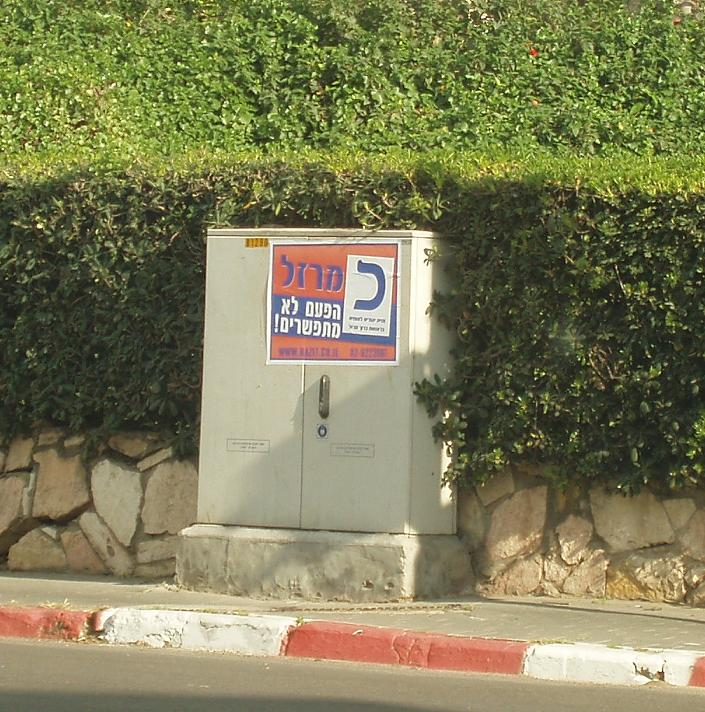
Plakat wyborczy partii Chajil podczas wyborów w 2006 r

Chajil, Chajil (hebr.: חי"ל) – prawicowa izraelska partia polityczna, założona przez Barucha Marzela. Chajil to akronim od hebrajskiego Chazit Jehudit Leumit – „Żydowski Front Narodowy”. Ugrupowanie to zostało założone w lutym 2004 roku, startowało w wyborach 2006 r., ale nie przekroczyło wymaganego 2% progu wyborczego.